# Карасик, Константин Валерьевич
Константи́н Вале́рьевич Кара́сик (род. 8 июня 1976, Москва, СССР) — российский актёр театра, кино и дубляжа, телеведущий.

## Биография
Родился 8 июня 1976 года в Москве. Отец — Валерий Ефимович Карасик (род. 1939), учёный, профессор МГТУ им. Н. Э. Баумана. Мать — Татьяна Борисовна Назарова (род. 1941), является актрисой электротеатра Станиславского.
В 1993 году Константин поступил в ГИТИС в мастерскую Алексея Бородина, где его однокурсниками были Михаил Полицеймако и Чулпан Хаматова. Параллельно с учёбой будущий актёр начал карьеру телеведущего, став вести детскую телепрограмму «Сотка» на телеканале 2x2. В 1997 году Карасик окончил обучение в ГИТИСе, после чего был приглашён на работу к Алексею Бородину в Российский академический молодёжный театр, где проработал пять лет. Занимался музыкальным оформлением к спектаклю «Незнайка-путешественник» по произведениям Николая Носова.
1 декабря 1999 года находился в правой части автомобиля ВАЗ-2109, за рулём которого был наставник и коллега Карасика по РАМТу — Евгений Дворжецкий. После аварии Дворжецкий погиб, а Карасик остался в живых.
В 2002 году перешёл работать в Московский академический театр сатиры к Александру Ширвиндту, где служит и по сей день. Периодически ведёт театральные капустники. Актёрские способности Карасика в театре Сатиры были положительно оценены профессиональной критикой.
Помимо работы в театре, Константин начал строить карьеру в кино. В 2000 году он впервые появился в эпизодической роли в сериале «Маросейка, 12». Также на его счету появление в таких сериалах, как «Моя прекрасная няня», «Кто в доме хозяин?», «Папины дочки», «Воронины», «Большая игра».
Константин также строил карьеру телеведущего. В 2005 году он начал вести телепередачу «Легенды мирового кино» (телеканал «Культура») о судьбах людей, чьи имена навсегда вошли в историю мирового кинематографа. Каждое своё появление в кадре программы он превращал в театрализованное шоу, постоянно меняя декорации и подачу материала. Константин старался творчески подходить к рассказу о каждом герое. Программа шла в эфире больше 11 лет. В 2006 году обозреватель газеты «Культура» Иван Свиблов отмечал:

В нарочито театральной студии сидит или расхаживает ведущий — Константин Карасик, тоже несколько старомодный, и бодро, чётко и аккуратно, без амикошонства, с чувством собственного достоинства и, что ещё важнее, почтительного отношения к персоне, о которой идёт речь, рассказывает.
С 2006 по 2011 год был одним из ведущих детской передачи «АБВГДейка», где играл роль Ромы Ромашкина.
Другой сферой, где Константин оказался востребованным, стал дубляж. Принимал участие в дублировании таких фильмов и мультфильмов, как «Третий лишний» (главная роль — плюшевый медведь Тед), «Фантастические твари и где они обитают» (роль — Якоб Ковальски), «В поисках Дори» (роль — Марлин), «Несносные боссы» (роль — Курт Бакман), серия фильмов «Трансформеры» (роль — Сеймур Симмонс), «Мальчишник в Вегасе», «Волк с Уолл-стрит», «Джокер», «Омерзительная восьмёрка», «Плохие парни навсегда» и многие другие.
Константин также известен поклонникам видеоигр: его голосом говорят такие персонажи, как Ваас Монтенегро из Far Cry 3, Джокер из Batman: Arkham Asylum, Вернон Роше и Азар Явед из нескольких частей «Ведьмака», Уитли из Portal 2 и другие.
Жена — актриса Екатерина Хлыстова (род. 1977), также работающая в Театре сатиры. Есть дочь Ирина.

## Роли в театре

### Театр сатиры

#### Действующие спектакли
- 2003 — «Слишком женатый таксист» — Стэнли Поуни
- 2015 — «Родненькие мои» — Москвич
- 2020 — «Лес» — Карп
- 2022 — «Малыш и Карлсон, который живет на крыше» — Карлсон
- 2022 — «Невольницы» — Мирон Ипатыч
- 2025 — «Скупой, или школа лжи» — Жак, повар и кучер

#### Ранние спектакли
- 2002 — «Таланты и поклонники» — Мигаев
- 2004 — «Швейк, или Гимн идиотизму» — Великая Княгиня[9][18]
- 2004 — «Нам всё ещё смешно…»
- 2006 — «Случайная смерть анархиста» — упитанный комиссар
- 2007 — «Свободу за любовь?!» — Геро
- 2009 — «Триумф на Триумфальной»
- 2010 — «Нэнси» — Артур Спендер
- 2012 — «Последний клоун (Чествование)» — друг Скотти Лоу[19]
- 2013 — «Свадьба в Малиновке» — Рябобаба
- 2015 — «Чемоданчик» — Захар Правдоматкин[20][21]
- 2016 — «Собака на сене» — граф Федерико[22]
- 2019 — «Хотим сыграть Мольера» — учитель музыки[23]
- «Бочка мёда, или Волшебницы тоже ошибаются»

### Театр мюзикла
- 2023 — «Принцесса цирка» — Пеликан

### РАМТ
- «Звёздный мальчик» — второй стражник
- «Наш городок» — Хови Ньюсом, профессор Уиллард
- «Большие надежды» — хозяин трактира
- «Отверженные. Часть II: Баррикады» — Бахвал
- 2000 — «Севильский цирюльник» — Ляжонес, второй заместитель Марселины[24]
- 2000 — «Дневник Анны Франк» — господин Ван Данн[25]

### Антреприза
- 2010 — «Паника. Мужчины на грани нервного срыва» — Лео, инженер[26]

## Телевидение
- 1995—1996 — «Сотка», телеканал 2х2
- 2000—2001 — «День за днём: Хорошая компания!», телеканал ТВ-6
- 2000—2004 — «Тайна зелёной комнаты», телеканал ТВЦ
- 2002—2004 — «ГЭГ — Рецепт смеха», телеканал «Культура»
- 2004 — «Легенды немого кино», телеканал «Культура»
- 2005—2016 — «Легенды мирового кино», телеканал «Культура»
- 2005—2006 — «Олимпион (6 из 48)», телеканал ТВЦ
- 2006—2011 — «АБВГДейка», телеканал «ТВ Центр», роль Ромы Ромашкина
- 2013 — «Это вы можете», телеканал ОТР

### Озвучивание анимационных телепередач
- 2002—2003 — «Предсказание погоды», телеканал ТВС[27]
- 2003—2004 — «Красная стрела», телеканал НТВ[28]
- 2004—2005 — рубрика «Это правильно!» о русском языке, телеканал НТВ[28]
- 2007—2010 — «Говорим без ошибок», «Уроки хороших манер» и «Какое ИЗОбразие!», телеканал «Бибигон»
- 2008—2015 — «Почемучка», телеканалы «Бибигон» и «Карусель»
- 2012—2015 — «Путешествуй с нами!» и «Вперёд в прошлое!», телеканал «Карусель»

## Фильмография
- 2000 — Маросейка, 12 — хранитель архива (Операция «Зелёный лёд»)
- 2001 — Дракоша и компания — второй комбайнёр (14-я серия «Дракоша — автомобилист»)
- 2003 — Зачем тебе алиби? — Михаил
- 2003 — Москва. Центральный округ — оперативник (1-я серия «Маленький свидетель»)
- 2003—2004 — Сыщики — Иван Сергеевич Градов, начальник службы безопасности банка
- 2003 — Юбилей прокурора — гость на юбилее
- 2004 — Моя прекрасная няня — критик Звонарёв (11-я серия «Буря в ясный день»)
- 2004 — Наваждение — Рудик
- 2004 — Отражения — Колюня
- 2005 — Неотложка-2 — Анатолий, эпидемиолог (6-я серия «Мумия»)
- 2006 — В ритме танго — Белов, футбольный менеджер
- 2006 — Кто в доме хозяин? — Каблуков (34-я серия «Выпускница»)
- 2006 — Он, она и я — толстяк
- 2006 — Последний приказ Генерала — Стас, сын Доры и внук генерала
- 2006 — Русский перевод — Гена — водитель
- 2006 — Смерть по завещанию — Роман Сергеевич Пахомов, заведующий родильным отделением
- 2006 — Трое сверху — Дима Гальперин (19-я серия)
- 2007 — Бешеная — Борис (1-я серия «Игры волков», 3-я серия «Ожившие химеры»)
- 2007 — Путешествие — Изумрудов
- 2007 — Сваха — Виктор (60-я серия «Мужчинами не рождаются»)
- 2007 — Сиделка — начальник Полины
- 2007 — Папины дочки — учитель спецшколы для одарённых детей (59-я серия)
- 2008 — Антисекс — Гарик
- 2008 — ГИБДД и т.д. — старший лейтенант Пилипчук
- 2008 — Зверобой — полковник Рудаков
- 2008 — Цыганочка с выходом — Илья Маран, партнёр Ивана
- 2009 — Солдаты-16. Дембель неизбежен — старшина Пилипчук
- 2009—2019 — Воронины — Андрей Степанов, друг и коллега Кости
- 2010 — Вера, Надежда, Любовь — Василий Строев, приёмный сын Веры и Виктора[29]
- 2010 — Сёстры Королёвы — Пётр Шулимов
- 2011 — Каждый за себя — Павел Николаевич Грёмин, профессор
- 2011 — Карамель — Станислав, сын Леонида Михайловича
- 2012 — Жена Штирлица — Кирилл, брат Ирины
- 2013 — Вьюга — Виктор Бурцев, политик
- 2015 — 15 суток — Александр Павлович
- 2018 — Большая игра — Карасик, помощник Цветкова
- 2018 — Сухарь — Аркадий
- 2019 — Романс для валторны (короткометражный) — сосед
- 2022 — Земский доктор: Восемь лет спустя — Аркадий, сосед
- 2023 — Котострофа — Анатолий, сосед
- 2023 — Склифосовский 11 — Михаил Андреевич Мальцев, следователь
- 2024 — Цирк! — отец Эльзы
- 2024 — Костя — Вера — Андрей Степанов, коллега и друг Кости
- 2025 — Аллигатор — Сергей Эйзенштейн
- 2025 — Мэр поневоле — Владлен, заместитель мэра

### Дубляж фильмов
- 1972 — Крёстный отец — Питер Клеменца[30]
- 2000 — Шафт — Пиплс Эрнандес[30]
- 2007 — Звёздная пыль — Ферди[30]
- 2008 — Хроники Спайдервика — Портняжка[30]
- 2008 — Гран Торино — Отец Янович[30]
- 2008 — Напряги извилины — Лэраби[30]
- 2009 — Артур и месть Урдалака — Прошутто[30]
- 2009 — Знамение — Преподобный Кестлер[30]
- 2009 — Там, где живут чудовища — Айра[30]
- 2010 — Машина времени в джакузи — Лу[30]
- 2010 — Робин Гуд — Филипп II Август[30]
- 2011 — Линкольн для адвоката — Фрэнк Левин[30]
- 2011 — Гарри Поттер и Дары Смерти. Часть 1 — Крюкохват[30]
- 2011 — Цветы войны — Мистер Мэн[30]
- 2012 — Хижина в лесу — Стив Хэдли[30]
- 2012 — Дом с паранормальными явлениями — Экстрасенс Чип[30]
- 2012 — Патруль — Мигель «Майк» Завала[30]
- 2012 — На грани — Данте Маркус[30]
- 2012 — Рок на века — Пол Гилл[30]
- 2012– Третий лишний – Тед
- 2013 — Волк с Уолл-стрит — Альден Куперферг[30]
- 2013 — Хоть раз в жизни — Стив[30]
- 2014 — Лофт — Марти Лэндри[30]
- 2014 — Новый Человек-паук: Высокое напряжение — Носорог[30]
- 2014 — Жертвуя пешкой — Пол Маршалл[30]
- 2015 — Фокус — Фархад[30]
- 2015 – Третий лишний 2 – Тед
- 2016 — Черепашки-ниндзя 2 — Бакстер Стокман[30]
- 2016 — Фантастические твари и где они обитают — Якоб Ковальски[30]
- 2017 — Джуманджи: Зов джунглей — Шелдон Оберон[30]
- 2017 — Субурбикон — Митч[30]
- 2017 — Трансформеры: Последний рыцарь — Агент Симмонс[30]
- 2018 — Фантастические твари: Преступления Грин-де-Вальда — Якоб Ковальски[30]
- 2019 — Джокер — Рэндалл[30]
- 2019 — Джуманджи: Новый уровень — Шелдон Оберон[30]
- 2019 — Киллер по вызову — Дерек Бларни[30]
- 2019 — Ирландец — Энтони «Тони Про» Провенцано[30]
- 2020 — Капоне. Лицо со шрамом — Джино[30]
- 2020 — Ведьмы — Мистер Стрингер[30]
- 2020 — Тед Лассо — Нейтан Шелли; Лесли Хиггинс[30]
- 2020 — Грейхаунд — Мелвин Лопес[30]
- 2020 — Плохие парни навсегда — Маркус Бернетт[30]
- 2021 — Дьявол в деталях — Стэн Питерс[30]
- 2021 — Гнев человеческий — Липкий Джон[30]
- 2021 — Хороший, плохой, коп — офицер Кимбэлл[30]
- 2021 — Сирано — Монфлери[30]
- 2022 — Топ Ган: Мэверик — Берни «Хондо» Коулман[30]
- 2023 — Папа — Ник[30]
- 2023 — Пацан против всех — Гидеон ван дер Кой[30]
- 2024 — Падение империи — Сэмми[30]
- 2024 — Бордерлендс — Роланд[30]
- 2024 — Ненасытные люди — Ирландец[30]
- 2024 — Анора — Михаил Шарнов[30]
- 2024 — Мария — Метрдотель[30]
- 2024 — Партенопа — Девото Маротта[30]
- 2025 — Смерть единорога — Оделл Леопольд[30]

### Дубляж мультфильмов
- 2010 — Союз зверей — Сократ[30]
- 2014 — Лего. Фильм — Эммет Блоковски[30]
- 2015 — Леди Баг и Супер-Кот — Бражник, Ле Тьен Ким, Том Дюпен, Андре Буржуа, Месье Дамокл, Швейцар, Роарр[30]
- 2016 — Зверопой — Гюнтер[30]
- 2016 — Тайная жизнь домашних животных — Мэл[30]
- 2016 — В поисках Дори — Марлин[30]
- 2017 — Эмоджи фильм — Дай Пять[31]
- 2017 — Сказ о Петре и Февронии — Фома, друг Петра
- 2018 — Суперсемейка 2 — Экранотиран[30]
- 2018 — Гринч — Бриклбаум[30]
- 2019 — Любовь. Смерть. Роботы — сержант Джон Собески / Адольф Гитлер[30]
- 2019 — Семейка Аддамс — Дядя Фестер[30]
- 2020 — Полное погружение — Долфиус / Боб
- 2020 — Вперёд — Офицер Кольт Бронко[30]
- 2020 — Огонёк-Огниво — Пузан / Перкуссия
- 2020 — Тролли. Мировой тур — Тролльцарт[30]
- 2021 — Митчеллы против машин — Рик Митчелл[32]
- 2021 — Зверопой 2 — Гюнтер[30]
- 2021 — Семейка Аддамс: Горящий тур — Дядя Фестер[30]
- 2022 — Миньоны: Грювитация — Дед Кастет[30]
- 2023 — Леди Баг и Супер-Кот: Пробуждение силы — Габриэль Агрест (Бражник) / Том Дюпен / Ле Чиен Ким[30]

### Озвучивание компьютерных игр
- 2006 — Tom Clancy’s Splinter Cell: Double Agent — Хишам Хамса[30]
- 2007 — Ведьмак — Азар Явед[30]
- 2007 — Sinking Island — Билли Джонс[30]
- 2007 — Team Fortress 2 — Шпион[30]
- 2008 — Tom Clancy’s Rainbow Six: Vegas 2 — Бишоп[30]
- 2008 — Mirror’s Edge — Лейтенант Миллер[30]
- 2009 — Dragon Age: Origins — Лорд Пирал Харроумонт; Сорис; Сэр Ландри[30]
- 2009 — Resident Evil 5 — Даниэль Дешант[30]
- 2009 — Batman: Arkham Asylum — Джокер[30]
- 2010 — BioShock 2 — Джекки Родкинс; Уилсон; Эллиот Нельсон[30]
- 2010 — Singularity — Джеймс Девлин[30]
- 2010 — Dark Void — Уилл Грэй[30]
- 2010 — Call of Duty: Black Ops — Джон Кеннеди[30]
- 2011 — Ведьмак 2: Убийцы королей — Вернон Роше[30]
- 2011 — Ratchet & Clank: All 4 One — Нефариус[30]
- 2011 — Portal 2 — Уитли[30]
- 2011 — Battlefield 3 — Владимир Камаривский; Кристиан Маткович[30]
- 2011 — Call of Juarez: The Cartel — Хорхе[30]
- 2011 — Duke Nukem Forever — Отец Джимми[30]
- 2012 — Medal of Honor: Warfighter — Аджаб[30]
- 2012 — XCOM: Enemy Unknown — Джон Брэдфорд[30]
- 2012 — Far Cry 3 — Ваас Монтенегро[30]
- 2012 — Hitman: Absolution — Бенджамин Трэвис[30]
- 2012 — The Darkness II — Дольфо[30]
- 2012 — Twisted Metal — Ведущий на радио[30]
- 2012 — Spec Ops: The Line — Джон Форбс[30]
- 2012 — Assassin’s Creed III — Даниэль Бун[30]
- 2012 — Diablo III — Алхимик Завен; Варрив[30]
- 2013 — Ryse: Son of Rome — Коммод[30]
- 2013 — Battlefield 4 — Цзинь Цзе[30]
- 20132016 год в кино— War Thunder — заряжающий СССР[30]
- 2013 — Beyond: Two Souls — Офицер Клифорд[30]
- 2013 — Lego City Undercover — Марион Данби, Чак Моррис[30]
- 2013 — Sly Cooper: Thieves in Time — Зубочист[30]
- 2013 — God of War: Ascension — Царь Спарты[30]
- 2013 — Crysis 3 — Доктор Кин[30]
- 2014 — Sniper Elite 3 — Франц Вален[30]
- 2014 — LittleBigPlanet 3 — Метро Полит[30]
- 2014 — Thief — Уэсли Сандерленд[30]
- 2015 — Ведьмак 3: Дикая Охота — Вернон Роше[30]
- 2015 — Assassin’s Creed Syndicate — Корнелий Тотти-Баттон[30]
- 2015 — Battlefield Hardline — Конвоир Макго[30]
- 2016 — Ratchet & Clank — Нефариус[30]
- 2016 — Killing Floor 2 — Антон Штрассер[30]
- 2016 — Battlefield 1 — Уилсон[30]
- 2016 — Watch Dogs 2 — Миранда Комэй[30]
- 2016 — Homefront: The Revolution — Джо Ниббс[30]
- 2016 — Deus Ex: Mankind Divided — Власта Новак[30]
- 2017 — Syberia 3 — Ник Кантин[30]
- 2017 — Darkestville Castle — Король Виго[30]
- 2017 — Tom Clancy’s Ghost Recon Wildlands — Хосе «Сеньор Улыбка» Варгас[30]
- 2017 — Assassin’s Creed Origins — Хетепи[30]
- 2017 — Fortnite — Виндерман[30]
- 2017 — Horizon Zero Dawn — Олгрунд; Шахавад; Ярм[30]
- 2017 — Гвинт — Вернон Роше; Петер Саар Гвинлеве[30]
- 2018 — Assassin’s Creed Odyssey — Полемон[30]
- 2018 — Darksiders III — Аваддон[30]
- 2018 — Far Cry 5 — Клатч Никсон[30]
- 2019 — Star Wars Jedi: Fallen Order — Гриз Дритус[30]
- 2019 — The Sinking City — Йоханнес Ван Дер Берг[30]
- 2019 — Death Stranding — Дедмэн[30]
- 2019 — Blacksad: Under the Skin — Билли-Боб[30]
- 2019 — Anno 1800 — Техник[30]
- 2019 — Metro Exodus — Доктор Саныч[30]
- 2019 — Tom Clancy’s Ghost Recon Breakpoint — Симор[30]
- 2020 — Black Mesa — учёные[33] (озвучка студии GamesVoice, 2023 г.)
- 2020 — Deck of Ashes — Магнус Уродливый Шут[30]
- 2020 — Immortals Fenyx Rising — Гефест[30]
- 2020 — Assassin’s Creed Valhalla — Вилим; Годфри; Тамас Флетчер[30]
- 2020 — Avengers — Хэнк Пим[30]
- 2021 — It Takes Two — Коди[34] (озвучка студии GamesVoice, 2024 г.)
- 2021 — Ratchet & Clank: Rift Apart — Нефариус[30]
- 2021 — King’s Bounty II — Арман Дюпон; Бранд; Лограс[30]
- 2021 — Far Cry 6 — Ваас Монтенегро[30]
- 2021 — Encased: A Sci-Fi Post-Apocalyptic RPG — Преподобный Сантьяго[30]
- 2022 — God of War: Ragnarök — Рататоск[30]
- 2022 — Dying Light 2: Stay Human — Берто; Зауэр[30]
- 2024 — Front Edge — Водители; Снайперский отряд[30]
- 2025 — Gedonia 2 — Ломар Бочкинс; Николас; Местный житель; Стражник[35] (озвучка студии GamesVoice)

### Документальные фильмы
- 2017 — «Семён Альтов. Женщин волнует, мужчин успокаивает» (ТВ Центр)
- 2019 — «Дворжецкие. На роду написано» (ТВ Центр) — также участник